# Antoine de Lévis-Mirepoix
Pour les articles homonymes, voir Lévis.
Antoine de Lévis-Mirepoix, né le 1er août 1884 à Léran (Ariège) et mort le 16 juillet 1981 à Lavelanet (Ariège), est un romancier, historien et essayiste français, membre de l'Académie française, 5e duc de San Fernando Luis, grand d'Espagne, et 4e baron de Lévis-Mirepoix.

## Biographie

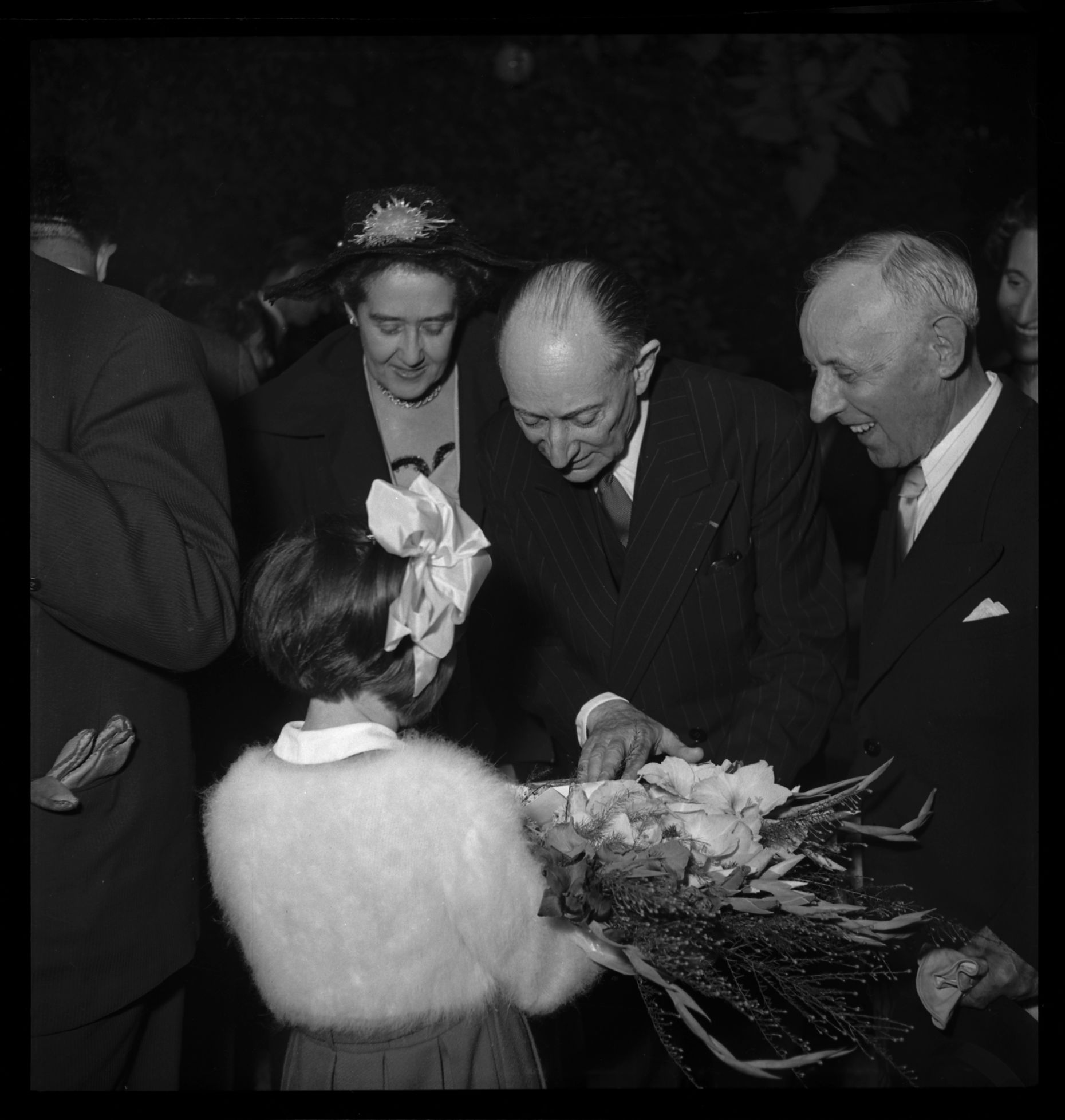
1953 : Le duc de Levis-Mirepoix reçoit des fleurs de la part d'une jeune fille à Mirepoix (Ariège).

### Noblesse française et titre espagnol
Issu d'une très ancienne famille de la noblesse française, la Maison de Lévis, Antoine de Lévis Mirepoix est l'héritier, après son père, du titre ducal de San Fernando Luis, associé à la dignité de grand d'Espagne, qui lui sont confirmés par le ministère de la Justice espagnol le 25 juin 1916.
Par décret présidentiel du 24 août 1961, le général de Gaulle autorise le port en France à titre viager du titre de duc.
Antoine de Lévis-Mirepoix porte le titre de courtoisie de duc de Lévis-Mirepoix.
Son nom figure dans la liste des titulaires de l'ordre de la Francisque,.

### Famille
Antoine Pierre Marie François Joseph de Lévis Mirepoix est le fils de Charles Henri de Lévis Mirepoix, duc de San Fernando-Luis, grand d'Espagne (1849-1915) et de son épouse Henriette de Chabannes La Palice (1861-1931). il est l'arrière petit fils d'Athanase Gustave de Lévis Mirepoix et aussi d'Alphonse de Cardevac d'Havrincourt, le frère de Philomène de Lévis Mirepoix (1887-1978), écrivain.
Antoine de Lévis Mirepoix épouse en 1911 Nicole de Chaponay (8 avril 1890, Paris - 5 août 1975, château de Léran), fille de François Pierre, marquis de Chaponay et de Constance Schneider. Elle est la petite-fille du maître de forges Henri Schneider, la belle-sœur de la princesse Geneviève d'Orléans et la tante d'Henryane de Chaponay. Elle rachète à son frère le château de La Flachère (Rhône). Deux enfants naissent de cette union :
- Charles Henri de Lévis Mirepoix, duc de San Fernando Luis (1912-1987)[6] ;
- Victoria de Lévis Mirepoix (1917-1926)[7].

### Parcours
Antoine de Lévis Mirepoix fait des études secondaires au lycée de Toulouse et obtient une licence de lettres en philosophie à la Sorbonne en 1904,.
De 1912 à 1928, il succède à son père en tant que maire de Léran, qu'il a précédemment occupé de 1889 à 1912.
Lieutenant de cavalerie durant la guerre de 1914-1918, Antoine de Lévis Mirepoix participe à la bataille de la Somme, en 1916[réf. nécessaire]. Il termine cette période de combat avec les galons de capitaine, trois citations et la Légion d'honneur à titre militaire.
Il est élu mainteneur de l'Académie des jeux floraux de Toulouse en 1924.
Il est le premier président de l'Association d'entraide de la noblesse française (ANF) et occupe le poste de 1934 à 1966.
Antoine de Lévis-Mirepoix est indissociable de l'histoire de la cité de Mirepoix, dont il est maire de 1942 à 1944 par délégation spéciale[évasif].
Il est élu au seizième fauteuil de l'Académie française le 29 janvier 1953, le même jour que Fernand Gregh et Pierre Gaxotte. Il a succédé à Charles Maurras qui, bien que radié de l'Académie après la Libération, n'a pas été remplacé de son vivant. Lors de son discours de réception, il fait avec diplomatie l'éloge de son prédécesseur.
Antoine de Lévis Mirepoix effectue une collaboration suivie dans plusieurs quotidiens : Paris-Soir, Excelsior, Le Jour… occasionnellement au Courrier français[réf. nécessaire] et à de nombreuses revues : des Deux Mondes, de Paris, Historia… et celle de La Nation française de Pierre Boutang et Michel Vivier pour sa proximité avec l'Action française dont il préside le Comité Charles Maurras lors du centenaire de la naissance de l'homme politique. Il réalise des conférences dans la plupart des pays d'Europe, aux États-Unis et au Canada, tout en rédigeant ses monographies et essais historiques.

### Distinctions et Prix
Distinctions
- Commandeur de la Légion d'honneur.
- Commandeur de l'ordre des Palmes académiques.
- Commandeur de l'ordre des Arts et des Lettres.
- Croix de guerre 1914-1918[8].

Prix de l'Académie française
- 1917 : Prix Jean-Jacques-Weiss pour Les Campagnes ardentes : Impressions de guerre[13] ;
- 1932 : Grand prix Gobert pour François Ier[14] ;
- 1948 : Grand prix Gobert pour La France de la Renaissance[14].

### Publications
- [1917] Les Campagnes ardentes : Impressions de guerre, Paris, Plon-Nourrit et Cie, 1917, 256 p., 19 cm (OCLC 4705575, BNF 30811035, SUDOC 049067362, présentation en ligne). (Prix Jean-Jacques-Weiss).
- [1931] François Ier, Paris, Les Éditions de France / Amiot-Dumont, coll. « Secrets d'autrefois » (réimpr. 1934 et 1953) (1re éd. 1931), 409 p., in-8o (OCLC 491033750, BNF 34022800, SUDOC 067458955, présentation en ligne). [PDF] [critique], p. 32 par Jacques de Lacretelle. (Grand prix Gobert).
- [1934] La vie des poupées (ill. Tsy (ou Patsy), contes à ma fille), Paris, Hachette, coll. « Petite bibliothèque blanche  (ISSN 2107-0695) », 1934, 122 p., 19 cm (OCLC 690835733, BNF 32380938, SUDOC 140256652, présentation en ligne).
- [1935] Le cœur secret de Saint-Simon, Paris, Les Éditions de France / SEGEP (réimpr. 1956) (1re éd. 1935), 179 p., 19 cm (OCLC 491033618, BNF 36037843, SUDOC 067458866, présentation en ligne). [résumé] par Robert Coiplet.
- [1943] Jeanne de France, fille de Louis XI : la cendrillon des Valois, Paris, E. Flammarion, coll. « Les Grands cœurs  (ISSN 1955-2173) » (réimpr. 1950) (1re éd. 1943), 251 p., 20 cm (OCLC 459646970, BNF 32380926, SUDOC 067458963, présentation en ligne).
- [1947] Les trois femmes de Philippe-Auguste, Paris, les Éditions de Paris / FeniXX, coll. « Les reines de France », 1947, 249 p., 20 cm (ISBN 2-3072-9014-1, OCLC 461382227, BNF 34188496, présentation en ligne, lire en ligne sur Gallica ).
- [1947] La France de la Renaissance, Paris, A. Fayard, coll. « Connaissance de l'histoire  (ISSN 2107-0318) », 1947, 422 p., In-16 (OCLC 461380046, BNF 32380912, SUDOC 067458947, présentation en ligne). compte-rendu sur Persée par Lucien Febvre. (Grand prix Gobert).
- [1950] Les guerres de religion : 1559-1610, Paris, Librairie Arthème Fayard / FeniXX, coll. « Connaissance de l'histoire  (ISSN 2107-0318) » (réimpr. 1955) (1re éd. 1950), 475 p., 19 cm (ISBN 2-7062-1966-1, OCLC 465812395, BNF 32380916, SUDOC 017862515, présentation en ligne, lire en ligne sur Gallica ). note bibliographique sur Persée par Albert Vincent (1879-1968).
- [1954] Le siècle de Philippe le Bel, Paris, Amiot-Dumont / Club des libraires de France / Le Livre contemporain, coll. « Présence de l'histoire  (ISSN 0768-018X) » (réimpr. 1960 et 1961) (1re éd. 1954), 261 p., 23 cm (OCLC 490998871, BNF 32380934, SUDOC 067433081, présentation en ligne, lire en ligne sur Gallica ).
- [1955] Aventures d'une famille française (histoire de la famille de Lévis, sa propre famille), Paris / Genève, La Palatine, 1955, 312 p., 20 cm (OCLC 491423500, BNF 32380909, SUDOC 06636275X, présentation en ligne).
- [1957] Philippe Auguste et ses trois femmes, Paris, A. Fayard / Club des libraires de France, coll. « Histoire » (no 33) (réimpr. 1962) (1re éd. 1957), 288 p., 18 cm (OCLC 491033778, BNF 32380928, SUDOC 067458971, présentation en ligne).
- [1957] Grandeur et misère de l'individualisme français, vol. 3, Paris, La Palatine, 1957-1962, 907 p., 21 cm (OCLC 5667533, BNF 32380925, SUDOC 019472862). détails des présentations : [t. I, Des origines à la fronde], [t. II, De Louis XIV à la révolution] et [t. III, De la première République à la cinquième]. [compte-rendu] par Robert Coiplet.
- [1969] L'attentat d'Anagni : le conflit entre la Papauté et le roi de France (7 septembre 1303), Paris, Gallimard / FeniXX, coll. « Trente journées qui ont fait la France (ISSN 1773-7753) » (no 7), 1969, 398 p., 21 cm (ISBN 2-0728-1211-9, OCLC 299914594, BNF 33078550, SUDOC 010384227, présentation en ligne, lire en ligne sur Gallica ). compte-rendu sur Persée par Francis Rapp.
- [1972] La guerre de Cent Ans, Paris / Verviers (Belgique), Albin Michel / Marabout, coll. « Le Mémorial des siècles. Les Événements » (réimpr. 1973 et 1982) (1re éd. 1972), 467 p., 20 cm (ISBN 978-2-5010-0163-2, OCLC 669100, BNF 35167392, SUDOC 001799657, présentation en ligne, lire en ligne ).
- [1974] La France Féodale, vol. 6, Paris, Librairie Jules Tallandier (réimpr. 1975 et 1979) (1re éd. 1974), 2260 p., 22 cm (OCLC 1136066165, BNF 34294294, SUDOC 00006369X, présentation en ligne). détails des présentations : [I, L'implantation des Capétiens, 987-1180], [II, Les affrontements, 1180-1226], [III, Le siècle de saint Louis, 1226-1285], [IV, Le roi et l'Église, 1285-1328], [V, La France entre deux couronnes, 1328-1461] et [VI, La main passe au Roi, 1461 à 1515].
- [1978] Robespierre : prophète de la Révolution, Paris, Perrin, coll. « Présence de l'histoire  (ISSN 0768-018X) », 1978, 377 p., 21 cm (ISBN 2-262-00114-6, OCLC 418912988, BNF 34601493, SUDOC 00020157X, présentation en ligne).

En collaboration
- [1937] Duc de Lévis Mirepoix et Cte Félix de Vogüé, La politesse : son rôle, ses usages, suivi d'une physiologie de la politesse, Paris, les Éditions de France (réimpr. 1938, 1948 et 1969) (1re éd. 1937), 305 p., in-8o (OCLC 496214111, BNF 31598965, SUDOC 051550393, présentation en ligne).

#### Podcast
- [audio] François-Auguste Mignet, Antoine de Lévis-Mirepoix, Thomas Lempire (voix de), Pierre Arnaud (voix de) et Danièle Jeanne (coll.) (54 min), « Les Académiciens racontent l'Histoire : François 1er (2/2) », sur Canal Académies, 6 février 2011 (consulté le 10 novembre 2024).